# John Wermer
John Wermer (* 4. April 1927 in Wien; † 29. August 2022) war ein US-amerikanischer Mathematiker, der sich mit Analysis befasste.

## Leben
Wermer wurde in einer jüdischen Familie geboren. Seine Eltern flüchteten mit ihm nach der Machtübernahme der Nationalsozialisten in Österreich im Jahr 1938 nach Großbritannien. Später gingen sie in die USA. Nach Ende des Zweiten Weltkrieges besuchte er die George Washington High School in New York City. Er studierte Mathematik an der Harvard University und an der Universität Uppsala.
1951 wurde er bei George Mackey an der Harvard University promoviert (On the Harmonic Analysis of Certain Groups and Semi-Groups of Operators). 1954 ging er an die Brown University, wo er Full Professor wurde und bis zu seiner Emeritierung im Jahr 1994 tätig war. 1956/57 und 1967/68 war er am Institute for Advanced Study.
Er befasste sich mit Harmonischer Analysis, mehreren komplexen Variablen, Operator- und Funktionenalgebren und Approximationstheorie. Er arbeitete unter anderem mit Lars Hörmander zusammen.
1962 war er Invited Speaker auf dem Internationalen Mathematikerkongress in Stockholm (Maximal ideal spaces). Im selben Jahr wurde er in die American Academy of Arts and Sciences gewählt. 1963/64 war er Sloan Research Fellow. 1973 wurde er auswärtiges Mitglied der Königlichen Gesellschaft der Wissenschaften in Uppsala. 1962 wurde er Fellow der American Association for the Advancement of Science. Er war Fellow der American Mathematical Society.

## Schriften
- Seminar über Funktionenalgebren, Springer, Lecturenotes in Mathematics 1, 1964 (Vorlesungen ETH Zürich, Wintersemester 1963/64)
- mit Thomas Banchoff: Linear Algebra through geometry, Springer, Undergraduate texts in mathematics, 2. Auflage, 1992
- Banach algebras and several complex variables, Springer, Graduate Texts in Mathematics, 2. Auflage 1976
- Potential Theory, Springer, Lecturenotes in Mathematics 408, 1974
- Function rings and Riemann surfaces, Annals of Mathematics, Band  67, 1958, S. 44–71
- The hull of a curve in {\displaystyle C^{n}}, Annals of Mathematics, Band 68, 1958, S. 550–561
- Dirichlet Algebras, Duke Math. J., Band 27, 1960, S. 373–382
- mit Hörmander: Uniform approximation on compact sets in {\displaystyle C^{n}}, Math. Scand., Band 23, 1968